# Sekarwangi (Buahdua)
Sekarwangi is een bestuurslaag in het regentschap Sumedang van de provincie West-Java, Indonesië. Sekarwangi telt 2722 inwoners (volkstelling 2010).